# Кенсінгтонська система

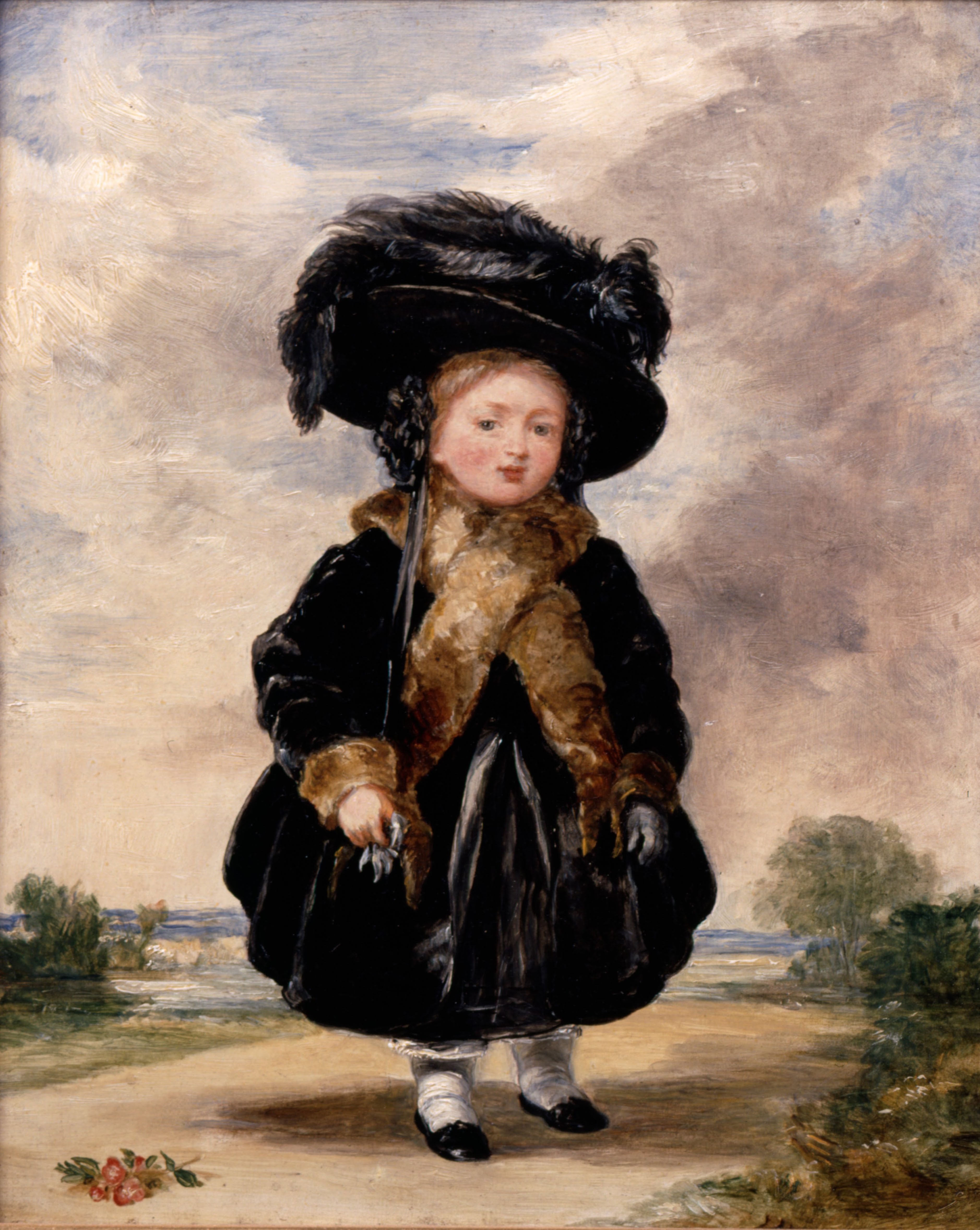
Принцеса Вікторія в чотири роки

Кенсінгтонська система була суворим і детально розробленим набором правил, розроблених Вікторією, герцогинею Кентською, разом із її помічником, сером Джоном Конроєм, щодо виховання доньки герцогині Кентської - майбутньої королеви Вікторії. Названа на честь Кенсінгтонського палацу в Лондоні, де вони проживали.

## Застосування
Система була спрямована на те, щоб зробити молоду принцесу Вікторію слабкою та залежною: юній Вікторії ніколи не дозволялося бути окремо від матері, вихователя чи гувернанток. Її тримали ізольовано від інших дітей, а мати та Конрой суворо стежили та записували кожну її дію та повністю контролювали, з ким їй дозволяли зустрічатися.
У підлітковому віці у Вікторії було лише двоє товаришів по грі: її зведена сестра, принцеса Феодора Лейнінгенська, і дочка Конроя, Віктуар. Лише поодинокі поїздки здійснювалися за межі палацу; два візити до Клермонта, щоб побачитися з дядьком Леопольдом I Бельгійським, значно вплинули на думку Вікторії про Систему. Коли стало зрозуміло, що Вікторія успадкує трон, її сторожі спробували схилити Вікторію призначити Конроя своїм особистим секретарем і скарбником за допомогою довгої серії погроз і знущань, але безуспішно.
Навчання Вікторія почала з п'яти років. Її перший учитель, Джордж Девіс, декан Честера, навчав її Писанню. Після кожного уроку герцогиня Кентська особисто тренувала доньку. У вісім років Вікторія почала вчитися пристойності, читати й писати у баронеси Лецен. Вивчала грецьку, латинську, італійську, французьку та німецьку мови. Герцогиня Кентська запровадила суворий розпорядок дня для навчання Вікторії. Ранкові уроки починалися рівно о 9:30 з перервою об 11:30. Уроки відновлювалися після обіду о 3:00 і тривали до 5:00.
Система була схвалена зведеним братом королеви Вікторії, Карлом Лейнінгенським, який підтримував амбіції своєї матері щодо регентства. У 1841 році, після того, як Вікторія стала королевою і заявила про своє невдоволення системою, Карл спробував виправдати це у своїй книзі «Повна історія політики, яку дотримувалися в Кенсінгтоні під керівництвом сера Джона Конроя».

## Наслідки
Система виявилася цілковитою невдачею і дала вражаючий ефект. Вікторія зненавиділа свою матір, Конроя та фрейліну своєї матері (леді Флору Гастінгс) через систему. Її перші два прохання після її вступу на престол і прийому делегації, яка повідомила їй про смерть короля, полягали в тому, щоб їй дали годину на самоті (чого система ніколи не дозволяла) і щоб її ліжко прибрали з кімнати її матері. Серед перших дій Вікторії після її вступу на престол у віці 18 років було назавжди заборонити Конрою відвідувати її квартири.
Після коротких заручин Вікторія вийшла заміж за принца Альберта в 1840 році, і тому їй більше не потрібно було жити з матір'ю. Наприкінці весільної церемонії вона лише потиснула руку герцогині і незабаром вигнала матір із палацу. Вона рідко відвідувала матір і залишалася холодною та віддаленою до неї аж до народження первістка.